# 大日本帝國憲法

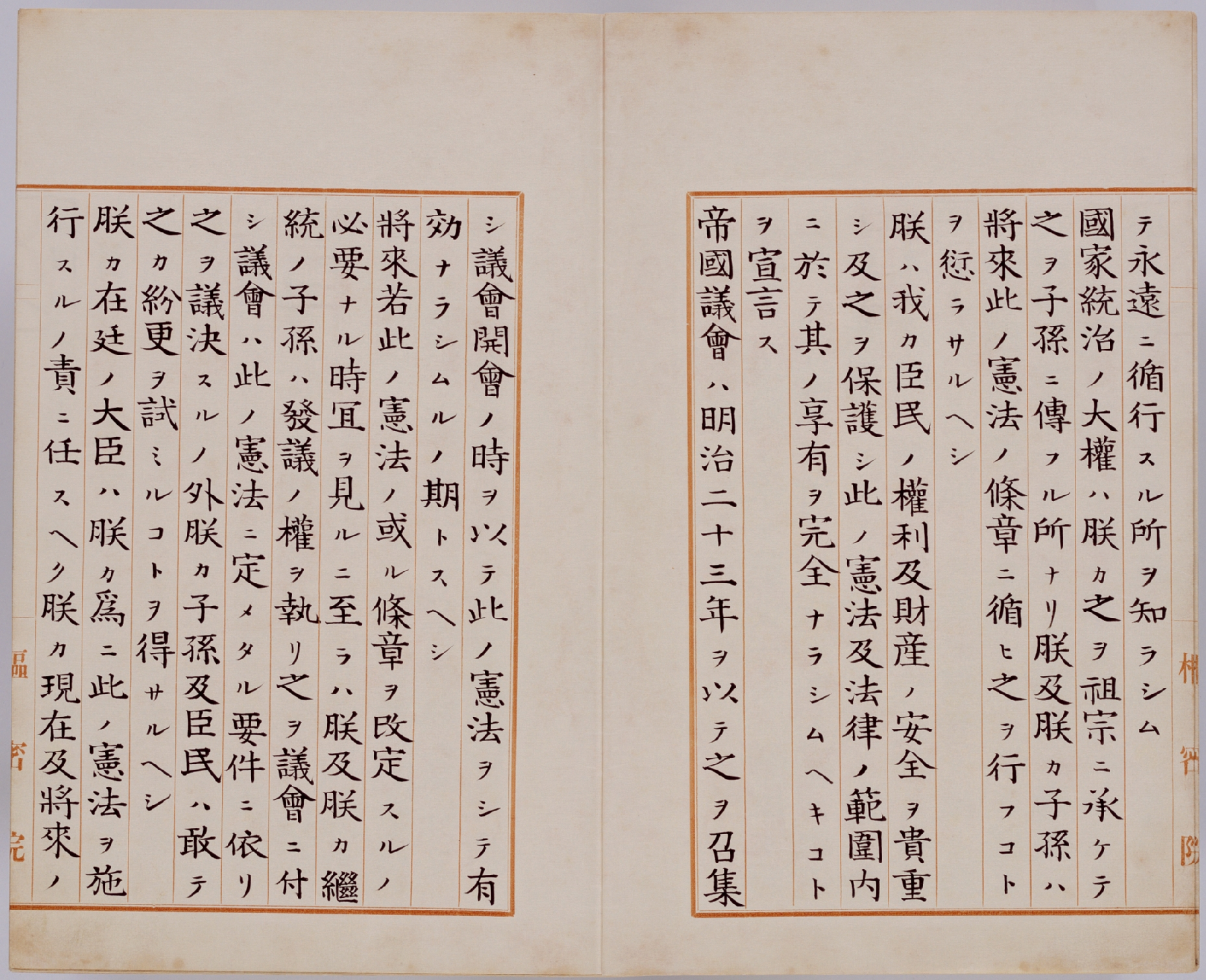
明治天皇的上諭第二頁

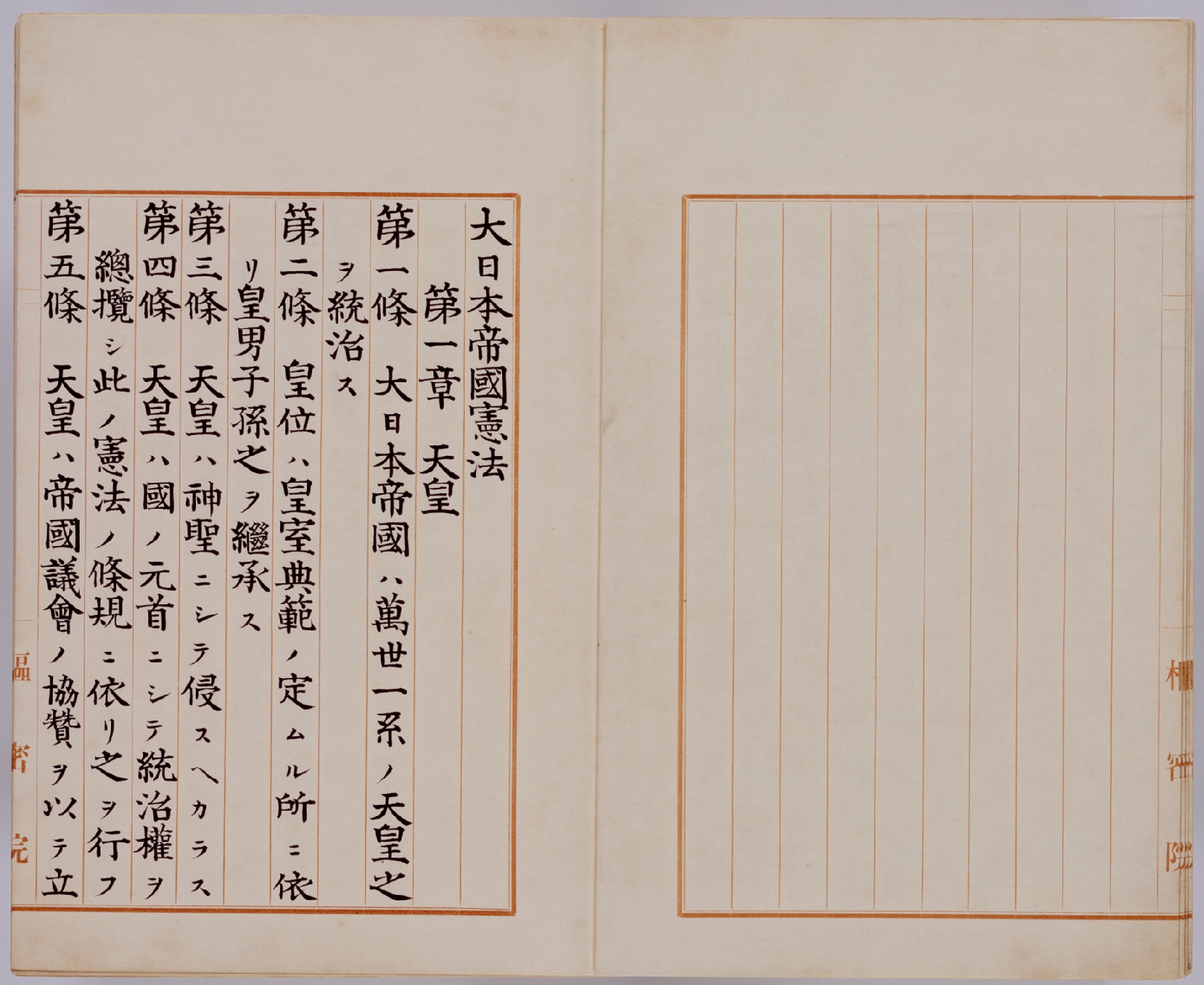
憲法本文

《大日本帝國憲法》（日语：〔〕／ dai nippon teikoku kenpō */?）是日本首部憲法，公布於明治22年（1889年）2月11日，並於明治23年（1890年）11月29日施行，至二戰後的1947年被現行的《日本国宪法》取代。在很多情況下，该部宪法也被称作“帝國憲法”、“明治憲法”；相对於现行宪法，也被称作“旧宪法”。
《大日本帝國憲法》是日本首部依近現代君主立憲體系制定的憲制性文件，所有條文在施行期間均未曾修改。其特色為採用二元制君主立憲制，天皇的政治地位高於三權分立的各國家機關，在日本具有至高無上的地位，雖然如此但實務上也保障了國會的功能，內閣的決定也會得到充分重視甚至取代，而兩者權力存在此消彼漲的爭議，是近代史研究中比較被淡化的討論點。值得注意的是，尽管这部宪法名称带有「大日本帝国」字樣，但此詞在当时并非日本正式国号；一直到昭和11年（1936年），日本国号才正式统一称为「大日本帝国」。

## 沿革

### 明治维新带来的国体变更
随着日本明治维新的各项改革措施的推行，旧有的國家體制發生了根本性的变化。
庆应3年10月14日（西历1867年11月9日），德川庆喜向天皇提出归还统治权，次日得到许可（史称“大政奉还”）。同年12月9日，幕府制度被废止，以天皇为核心的近代官僚制度得到了确立。从此，日本的政治体制从君主的象征性统治演变为以近代化的官僚机构为辅助工具的君主直接统治。这一点，在此后公布的大日本帝国宪法第10条中被正式确认。
明治2年（1869年），随着版籍奉还的实行，各地诸侯（藩主）将各自土地和人民的统治权全部交还给天皇。从此，国家不再通过各藩，而是直接行使对土地和人民的统治权（包括立法权、行政权、司法权）（明治4年（1871年）完成废藩置县）。此后，大日本帝国宪法第1条和第4条都确认了国家的统治权由天皇统揽。
随着版籍奉还的施行，各藩的封建制度被逐渐推翻。人民不再被束缚在土地上。对此，大日本帝国宪法第22条明确规定，臣民拥有居住和迁移的自由。
明治政府将公卿、诸侯改造为华族，将武士改造为士族。之后，明治4年（1871年），解除了士族的公务，给予其从事农业、工业、商业的自由，同时规定，普通平民也可以担任公职。明治5年（1872年），日本推行征兵制度，实行全民皆兵主义，废除了士族对军事的垄断地位。从此，特定武士阶级的特权被废除（大日本帝国宪法第19条规定了人民从事公职的平等权利，第20条规定了兵役制度）。但是，在设立帝国议会之前的1884年，国家颁布华族令，给予华族一定的身份特权。大日本帝国宪法第34条也规定了华族列席贵族院的特殊权利。

### 明治时期的改革

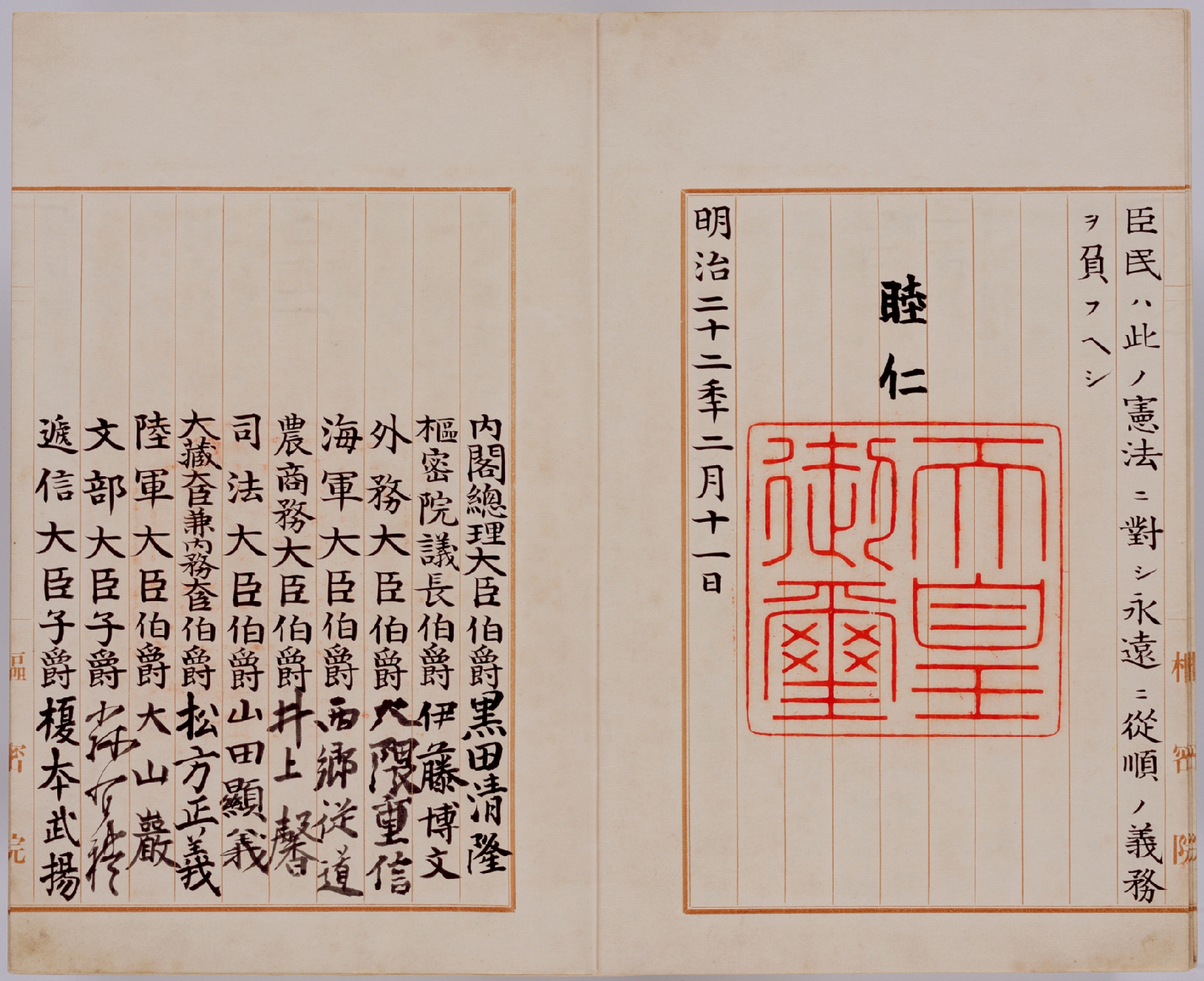
右：明治天皇的簽署與御玺
左：眾大臣的副署

1868年4月6日，天皇颁布了阐述重树日本国家制度理念的“五条御誓文”。其中第1条就提出了“广兴会议，万事决于公论”，由此可以看出，明治政府在起初就以建立议会政治为目标。
为了将五条御誓文的原则精神付诸实现，日本政府在同年闰4月21日公布了《政体书》。政体书中引进了立法、司法、行政三权分立的思想，决定设置由各藩代表（1至3人）组成的立法议事机构，并设置议政官下局。但是，随着戊辰战争即将告终，政府对于舆论的尊重也逐渐变得消极，最终在同年9月废止了议政官制度。
1869年（明治2年）3月，经过议事体裁调查所的调查，新设由各藩的各一人代表组成的立法议事机构公议所。同年9月，改组为集议院。
1871年（明治4年），随着废藩置县的实行，政府对太政官官制进行了改革。太政官由正院、左院、右院组成，集议院被左院取代，从而变成了完全由官方指派的议员组成的立法议事机构。
1874年（明治7年），因前一年的“明治六年政变”（征韩论争论）的失败而下野的副岛种臣、板垣退助、后藤象二郎、江藤新平等人联名上书，向左院提交了民选议院设立建议书。该文件中指出，日本若要维持国运并实现强国，应设立民选而非官选的立法议事机构，结束官僚的专制统治。以此为发端，批判各地萨长藩阀的政治体制的自由民权运动蓬勃发展，在各地都出现了政治结社的现象。此外还有各地对政府不满的原武士阶层频频作乱，日本的社会治安极度恶化。其中有代表性的事件包括：1874年的佐贺之乱、1876年的神风连之乱、1877年的西南战争等。

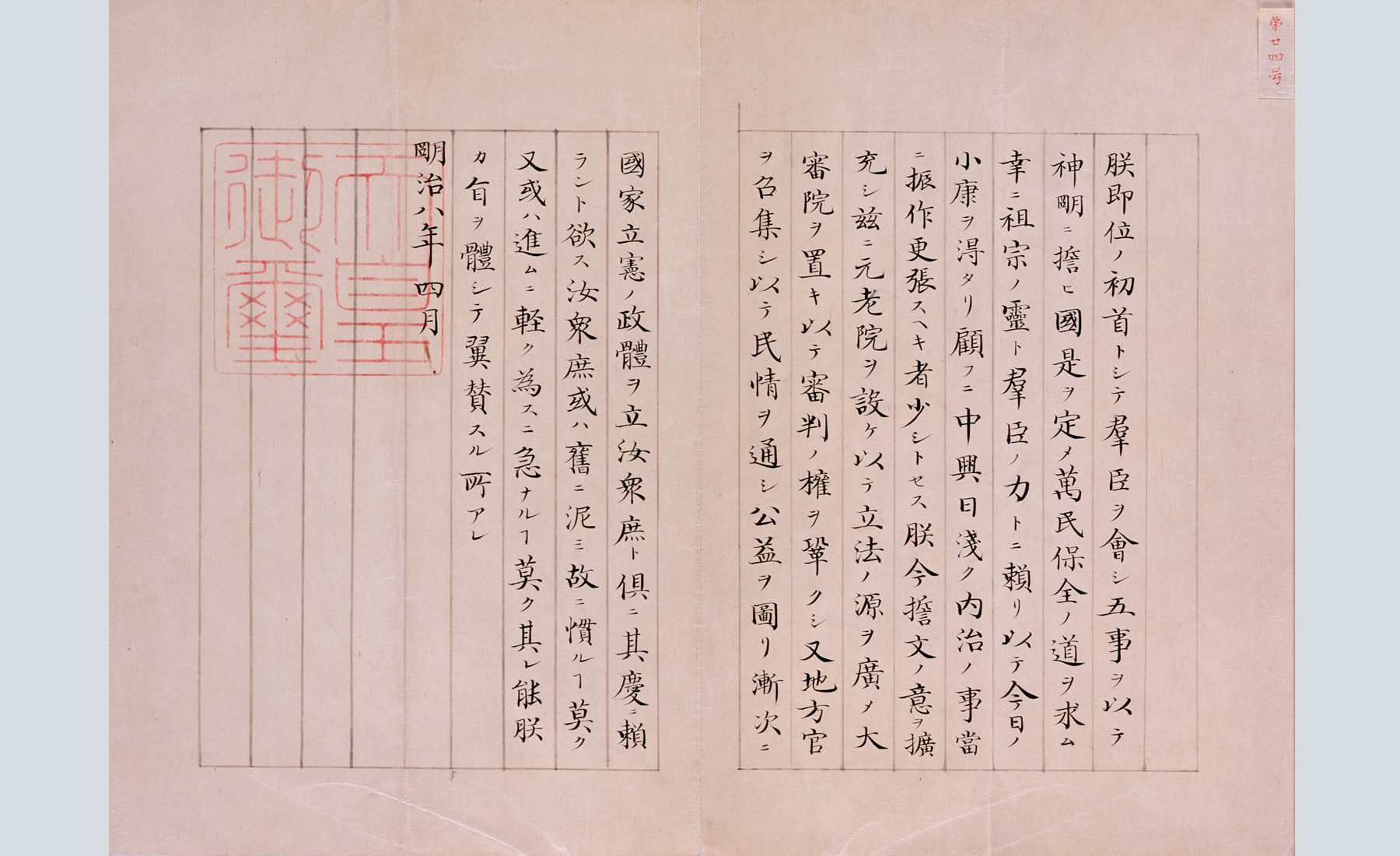
立宪政体诏书（国立公文书馆收藏）

1875年（明治8年）4月14日，天皇颁布《立宪政体诏书》，向国民宣告：
「朕、……特此设元老院，以开立法之源；设大审院，以固审判之权；另，召集地方官员，以通民情，图公益，逐步建立国家立宪政体，……」
上述诏文向国民宣告日本将设立元老院、大审院、地方官会议，分阶段地逐步实行立宪君主制。这其实是大久保利通、伊藤博文等政府要员与木户孝允、板垣退助等民权派举行的大阪会议的成果。另外，为了应对地方政治不稳的问题，1878年，政府公布府县会规则，在各府县设置民选的府县会（即地方议会），从而产生了日本最早的民选议院。

### 自由民权运动
1874年（明治7年）开始的自由民权运动中，各地纷纷对宪法草案的民间版本（私拟宪法）展开了热烈的探讨。但是，政府在起草大日本帝国宪法时并没有参考这些民间方案，因此在宪法中很难找到其影响。为了压制国民的言论和政治运动，政府于1875年（明治8年）颁布了谗谤律、新闻纸条例，于1880年（明治13年）颁布了集会条例等法令。根据1887年（明治20年）颁布的保安条例，民权运动家被迫离开东京，拒不撤离者遭到了政府的拘留。
对于私拟宪法的内容，学术界有众多研究成果。在政府压制言论和政治活动的背景下，各地的民拟宪法对于人权的规定都比较重视。关于天皇的地位方面，并没有太多的差异。由于大多数的自由民权运动家在明治维新中都是尊皇派，因此对于天皇的存在都极其尊崇。例如， 千叶卓三郎等人起草的号称“草根阶层的人权宪法”的草案（即五日市宪法）中，也同样规定了天皇对于立法行政司法的统辖权、对军队的统帅权以及天皇的神圣不可侵犯等内容，与大日本帝国宪法并无差异。在二战后出现的否定天皇神圣地位的意见在当时尚未登场。

### 起草宪法的各方活动
1876年9月6日，明治天皇发布《命令元老院议长有栖川宮熾仁亲王起草国宪之敕文》。在这篇历史性文献中，天皇提出“朕，现据本国国体，广泛参照海外各国即成法律，以定国宪。因此，现命令你等起创草案。”要求官员们研究各国宪法，撰写本国宪法草案。于是元老院据此设立了宪法取調局。1880年（明治13年），元老院将完成的《日本国国憲按》作为草案提交给天皇。此外，时任大藏卿的大隈重信也提出了自己的《宪法意见》。其中，《日本国国宪按》规定了“皇帝发誓遵守国宪”，并给予议会很大权限，被认为是很大程度上受到了比利时宪法（1831年）和普鲁士宪法（1850年）的影响，结果该法案遭到了岩仓具视、伊藤博文等人的反对，与大隈的意见一样，未能获得最终通过。

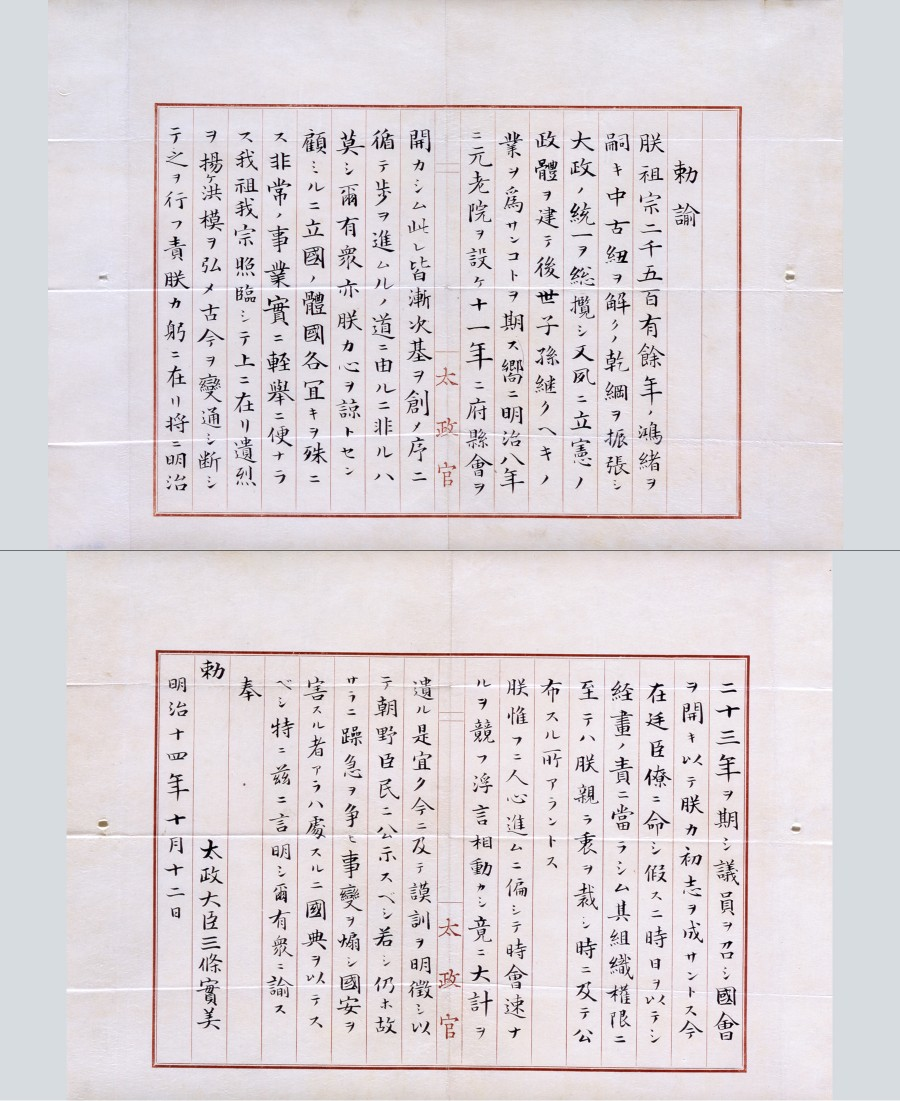
开设国会之敕谕

在明治十四年政变中，以岩仓具视为核心的政治势力最终罢免了大隈重信，并随即召开了御前会议，决定开设国会。于是，1881年（明治14年）10月12日，天皇颁布开设国会之敕谕。
该敕谕的要点如下：首先，规定于1890年（明治23年）开设国会；第二，规定国会的组织和权限由政府决定（钦定宪法）；第三，禁止对政治体制展开过多的议论；第四，警告图谋内乱者。随着这一敕谕的发布，政府重新掌握了政局的主导权。

### 宪法制定的过程
1882年（明治15年）3月，参议、伊藤博文等人，受命前往欧洲考察德國立宪主义的理论与实践发展。伊藤一行从柏林大学的鲁多尔夫·冯·格奈斯特、维也纳大学的罗伦斯·冯·史坦两位学者处得到了宝贵的建议：“宪法必须立足于本国的历史、传统、文化。如果一个国家需要制定宪法，那么必须先学习这个国家的历史。”因此，考察官员们一直认为德国的宪法体制最适合日本（然而，伊藤也没有像过高评价德国宪法的井上毅一样，考虑将德国宪法全盘移植）。次年1883年，伊藤一行回国，并命令井上毅着手宪法草案的起草，并设立宪法取调局（次年改称制度取调局），正式开始了制定宪法、设立国会的进程。
1885年（明治18年），随着太政官制的废止和内阁制度的创立，伊藤博文被任命为首任内阁总理大臣。井上毅在担任政府法律顾问的德国人罗斯勒和莫塞等人的协助下着手起草宪法，并于1887年（明治20年）5月初步完成了宪法草案初稿。以该草案为基础，伊藤、井上、伊東巳代治、金子堅太郎等人聚集在位于夏岛的（神奈川县横须贺市）的伊藤别墅中，进行再次修改，形成了所谓的“夏岛草案”。此后，在夏岛草案的基础上再做修改，于1888年4月基本完成了定稿。随后不久，伊藤设置枢密院，并自任议长，对宪法草案进行了审议。审议过程持续到1889年（明治22年）1月方告终结。
1889年（明治22年）2月11日，《大日本帝国宪法》正式向全体国民公布。这部宪法，通过天皇向黑田清隆首相亲手递交的方式发布，即所谓“钦定宪法”。由此，日本成为东亚首个拥有近代宪法的立宪君主制国家。同时制定的法典还有作为皇室家族法的皇室典范、议院法、贵族院令、众议院议员选举法、会计法等重要法令。大日本帝国宪法在第一届帝国议会召开当天的1890年（明治23年）11月29日施行。
早在宪法内容公布之前，日本国民早已翘首企盼，各地均张灯结彩，欢呼雀跃。当时的自由民权主义者与各家报社也都高度评价大日本帝国宪法的内容，并热烈祝贺宪法的颁布。自由民权家高田早苗就给以“远远高于期望的宪法”的评价。著名的思想家福泽谕吉也在其主编的《时事新报》上发表评论，对于国乱之际仍能颁布宪法和开设国会一事感到惊喜，但同时指出“追溯西方各国实行的国会制度本源及沿革，即可发现政府往往与民众对立，而人民民智渐开，反抗君主压迫，政府为得民心，不得已而逐渐将政权分立。如今日本却还缺少这样的人民。”，对于缺乏精神独立的民众这一点，福泽提出了自己的忧虑。另一名评论家中江兆民也在与幸德秋水的对话中叹息道“送到我们手中的这部宪法究竟为何物？是良玉？还是土瓦？大家还未看到其实质，就沉醉于其名称。国民之愚，竟至于此！”。

### 宪法制定之后
1891年（明治24年），正在访问日本的俄国皇太子尼古拉（后来的尼古拉二世），在滋贺县大津市突然被警卫津田三藏刺伤。史称“大津事件”。当时的内阁政府惟恐日俄关系因此恶化，因此对司法机关施压，要求适用“大不敬罪”判处被告死刑。但是，担任大审院长的儿岛惟谦指示具体负责审判的法官，要求按照法律规定，以普通人的谋杀未遂罪论处。最终，被告被判无期徒刑。这一案件的处理结果显示日本已经成为立宪国家和法治国家，并确立了法治主义与司法权的独立。然而，从另一侧面也可以看出当时司法权並非完全獨立。而且，从大审院长介入案件审判这一点，也可以看出当时法官的独立还未能得到有效保障。
1930年（昭和5年），日本政府缔结伦敦海军军缩条约。对此，日本在野党和海军军令部以及右翼团体等都谴责政府侵犯了天皇的统帅权，以至发展到内阁总理大臣滨口雄幸被右翼分子袭击，史称“统帅权侵犯问题”。这一事件后，日本的立宪政党政治也逐渐被弱化。
1935年（昭和10年），担任贵族院议员的陆军中将菊池武夫向当时占据宪法学通说地位的天皇机关说发起攻击，指责其违反了日本国体。作为上述学说的主导学者的原贵族院议员美浓部达吉虽然也进行了反驳，但仍不能平息论战，最终只能辞去贵族院议员职务。此后，冈田内阁也慑于右翼、军部的威胁，发表了国体明征声明，并禁止美浓部出版著作。史称“天皇机关说事件”。据说，当时昭和天皇对其身边的人曾经提到过“机关说不也没错吗”。作为近代立宪国家的基本理解的上述学说被推翻一事，也恰恰显示了大日本帝国宪法确立的立宪政治已经丧失了其实质精神。

### 向日本国宪法的过渡

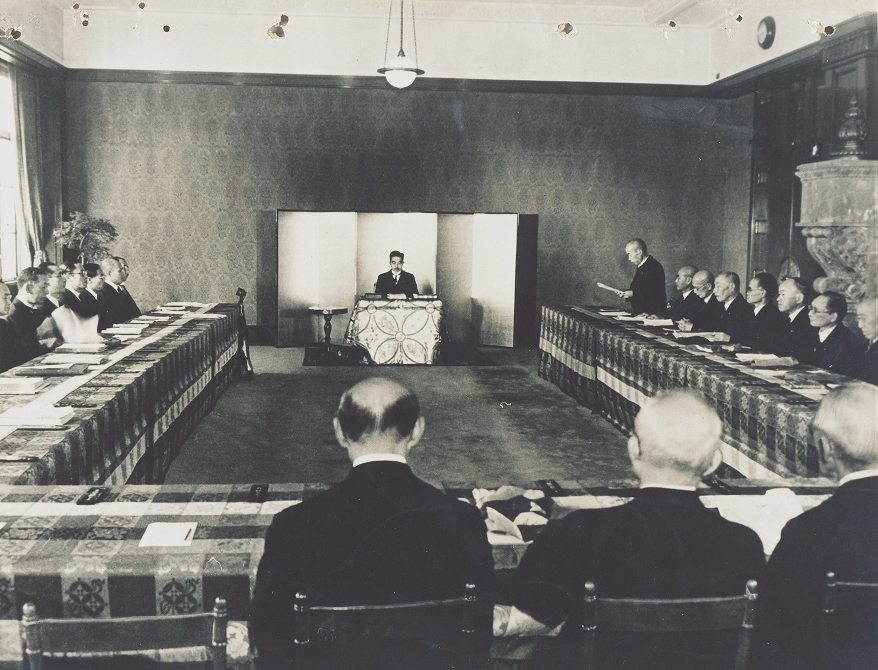
1946年10月29日，通过《修改帝国宪法修正案》表决的枢密院正式会议

1945年（昭和20年），日本无条件接受《波茨坦宣言》，宣布投降。根据宣言的原则，联合国军最高司令官总司令部（GHQ/SCAP）的麦克阿瑟将军向日本政府提出修改大日本帝国宪法的要求。为此，政府在内阁中设立了宪法问题调查委员会（委员长、松本烝治国务大臣，又称松本委员会），讨论宪法修改的议题。政府根据松本委员会提出的纲要召开内阁会议，最终整理出《宪法修改纲要》（又称“松本草案”），于1946年2月8日提交给GHQ。在这期间，日本社会上下也纷纷展开对宪法修改的议论，出现了多种版本的宪法修正案。
在政府提出“松本草案”之前，2月1日出版的每日新闻报刊登了所谓的“松本委员会草案”。其实该草案只是松本委员会成员之一的宫泽俊义起草的文件，与松本草案有所不同。为此，政府特别声明该报纸刊登的内容并不是政府方面承认的草案。尽管如此，GHQ还是认为报纸刊登的草案代表了松本委员会真正的意图，并认为该草案很难接受，因此自行制作了宪法修正案，并提交给了日本政府。从2月3日到13日期间，GHQ完成了修正案的起草，形成了“麦克阿瑟草案”。
2月13日，作为对松本草案的答复，GHQ向松本国务大臣和吉田茂首相递交了“麦克阿瑟草案”。日本政府不得不在“麦克阿瑟草案”的基础上再次展开研究，并于3月2日完成了“日方草案”（3月2日版）。最终，经过与GHQ的沟通协商，于3月6日发表声明，对外公开了“宪法修改草案纲要”（3月6日版）。
该纲要在日本国内被广泛议论，4月10日日本举行众议院议员总选举。政府在选举结束后的4月17日，公布了“宪法修改草案”。4月22日，枢密院开始审议宪法修改草案，并于6月8日通过了草案。6月20日，政府根据大日本帝国宪法73条的宪法修改程序，向众议院提出了宪法修改案。6月25日，众议院开始审议，在增加了若干修改了，于8月24日通过了草案。接着，8月26日，贵族院开始审议，同样也在增加若干修改的基础上，于10月6日表决通过。次日，众议院也表决同意了贵族院增加的修改内容，从而结束了帝国议会的审议程序。此后，宪法修改案再次经枢密院审议，并于10月29日通过。经天皇批准，11月3日，作为大日本帝国宪法修改结果的《日本国宪法》正式公布，并于次年的1947年5月3日施行。至此，大日本帝国宪法结束了它的历史使命，退出了日本的政治舞台。

## 概要

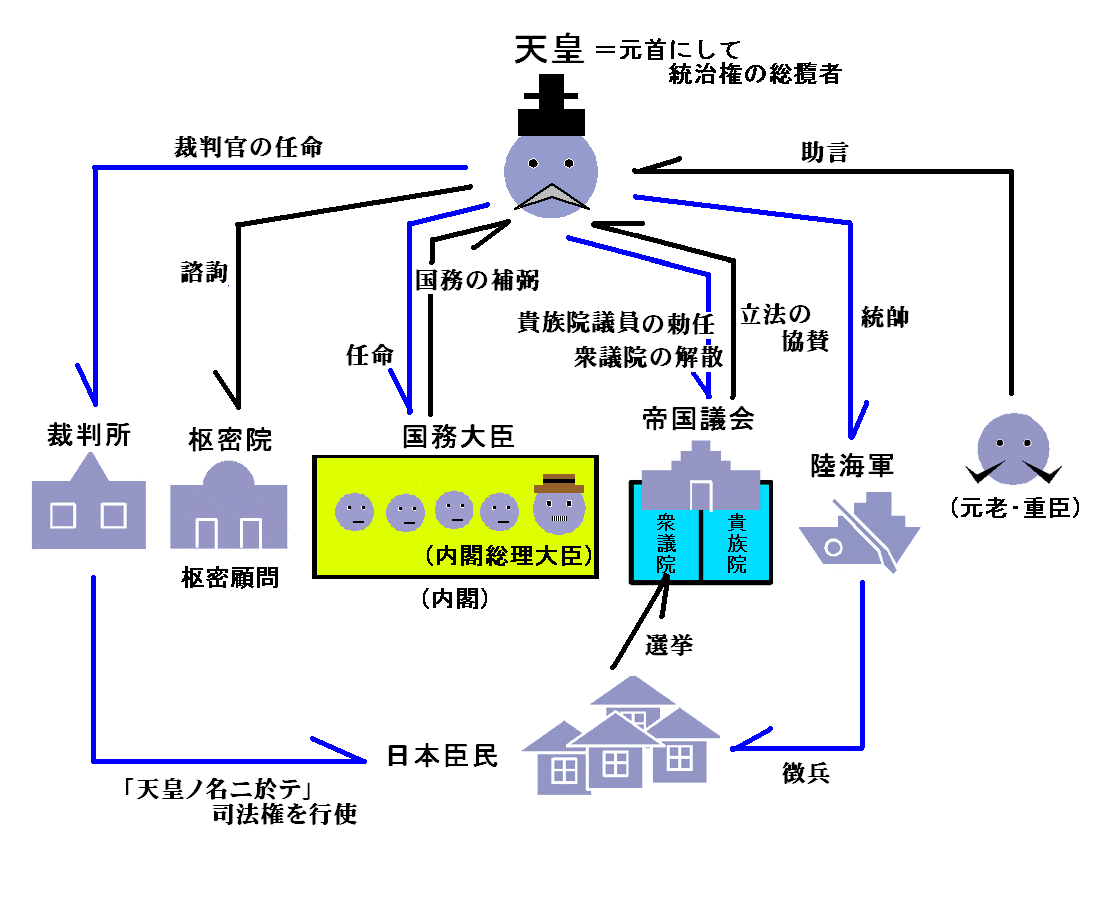
大日本帝国宪法下的统治机构图。带括号的是宪法中没有规定的机构。

该部宪法，兼具立宪主义和国体论的要素，一方面基于立宪主义确立了议会制度，但另一方面议会的权限也受到国体的制约和限制。

### 立宪主义的要素
帝国宪法中具备如下一些立宪主义的要素。
- 宪法第2章保障臣民的言论自由、结社自由及秘密通信等权利，但其前提是上述权利仍受到相关法律的保留。

上述权利，是天皇恩赐给臣民的权利。但在日本国宪法中，这些权利是永久不可侵犯的基本人权。此外，旧宪法中规定，根据“法律相关规定”或“在法律范围内”，上述权利受到一定的限制，这就是所谓的“法律保留”或“安定秩序”的概念。这一点也与日本国宪法不同，后者仅仅规定了“社会公众的福利”是限制基本人权的唯一要素。但是，也有一种学说认为，日本现行宪法根据“社会公众的福利”对人权的限制也是一种根据法律的限制，因此与旧宪法相比，只是限制程度有差异，并没有本质的不同。从这种立场出发，旧宪法作为一国基本大法，明文规定了基本人权，这一点在当时的社会观念中也可被认为是相当超前的。
- 确立了三权分立体制：立法权由帝国议会行使，行政权由国务大臣掌控，司法权由法院支配。
- 宪法第3章规定设立帝國議會，众议院由民选的议员组成。

帝国议会具有法律的同意权，关于臣民权利、义务等带有法律保留的内容，未经帝国议会同意不得变更。另外，帝国议会也有法案提出权和预算同意权，可以通过审议预算来监督行政权力。此外，也有条件地具有上奏权和建议权（尽管最终需要天皇的认可和国务大臣的署名，但议会可以通过行使建议权对政策进行事实上的参与。）。
- 宪法第4章规定，天皇的行为应得到国务大臣的辅助。（大臣责任制或大臣进言制）。

关于内阁或内阁总理大臣的规定，主要见诸内阁官制。内阁总理大臣虽然位居国务大臣之首，但其地位与各大臣平等，也没有对其他国务大臣的指挥监督权或任免权，因此在表面上其权限并不大。但是，内阁总理大臣具有机务奏宣权（奏请并宣读天皇的许可的权限）以及对国务大臣的奏荐权（奏请天皇任命的权限），因此在实际上仍具有强大的权力。
- 确立了司法权的独立。

司法权由天皇授权给法院行使，这意味着司法权的独立。另外，日本采用了欧洲大陆型的司法制度，对行政诉讼的管辖权，不是由司法法院，而是由专门的行政法院管辖。关于这一制度的依据，可以参考伊藤博文编写的《宪法义解》，书中提到行政权也需要从司法权中独立出来。

### 国体的要素
旧宪法中国体的要素如下：
- 接受皇祖皇宗“天壤无穷之宏谟”的神意，根据天皇继承“国家统治大权”的上谕，天皇被置于国家元首和统治权的总揽者的地位。所谓“国体”，就是规定天皇统治日本的基本体制。

从法理上将天皇统治权进行正当化的国体论主要由两个类别。一种是宪法起草者之一井上毅等人主导的国体论，另一种是高山樗牛、井上哲次郎等人主导的“家秩序国体论”。宪法制定之初，以前者为主流观点，但在甲午战争和天皇机关说事件之后，后者的学说渐渐成为国家权威的通说。
- 天皇拥有被称为“天皇大权”的广泛权限。

例如根据独立命令而制定法规的权力（第9条）、缔结条约（第13条）等不受议会制约而行使的权力等，在其他君主立宪制国家找不到类似的规定。另外，虽说是天皇的权限，但在实践中，往往是内阁经过天皇了解许可后代为行使其权限。
- 帝国议会并非立法机关，而只是天皇立法的辅助机关。

议会作为立法辅助机关，在制定法律时需要天皇的许可和国务大臣的署名。另外，天皇也保留了发布紧急敕令和独立命令的权限。而帝国议会也没有提出宪法修正案的权利。
- 作为帝国议会的一部分，由非民选产生的贵族院行使与众议院几乎同等的权限。
- 作为制约内阁的机构，设置了樞密院等机关。

此外，还有元老、重臣会议、御前会议等未经法律规定的众多议事机关。
- 独立天皇的统帅权，规定陆海军不对议会负责。
- 采取皇室自律主义，将皇室典范等重要的宪法性文件从宪法典中割裂出来，使得议会无法干预。

宮中（皇室、宮内省、内大臣府）与府中（政府）的分离是基本原则，互不干涉。但是，执掌宫中事务的内大臣往往在内阁总理大臣的推选中发挥重要作用，因此宫中与府中的界线也并非完全清晰可分。

### 条文内容
该宪法共有7章76条。以下目录为不完全的，全文请参看维基文库。
- 第1章 天皇
  - 第1条 天皇主权
  - 第2条 皇位继承
  - 第4条 统治大权
  - 第10条 官制大权及任免大权
  - 第11条 统帅大权
  - 第12条 编成大权
  - 第13条 外交大权
  - 第14条 戒严大权
- 第2章 臣民权利义务
  - 第19条 志愿参加公务的自由
  - 第20条 兵役义务
  - 第22条 居住、迁移的自由
  - 第29条 言论、出版、集会、結社的自由
  - 第31条 非常大权
- 第3章 帝国议会
  - 第34条 贵族院
- 第4章 国务大臣及枢密顾问
- 第5章 司法
- 第6章 会计
- 第7章 补则
  - 第73条 宪法的修改

## 宪法起草前后的政治环境

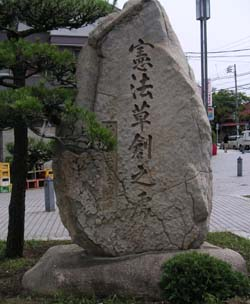
“宪法草创之处”纪念碑

明治维新之后的日本，为了废除不平等条约，与欧美列强建立平等外交关系，需要一部近代的宪法。但在当时，除了欧美诸国之外，尚无一个实现立宪政治的国家。尽管日本民间也有许多宪法草案，但在宪法起草的核心人物伊藤博文看来，许多草案“错将英国、美国和法国的自由过激论者的著述视为金科玉律，企图颠覆国家的统治秩序。”
從現實的角度來看，當時伊藤的担心也不是没有依据，1876年奥斯曼帝国虽然制定了宪法，但仅仅2年後，宪法政治就不得不遭遇早夭的命运，可見法治建設並不是單單頒布一套參考自列強的法律就能完成。另一方面，日本国内的一部分保守派也希望建立绝对君主制体制，而這樣的想法卻偏離了立定憲法的意義。因此，伊藤等人希望能够找到一部适合日本现状的宪法。这需要以天皇为中心团结全国国民，并赋予议会一定的权力，并能够平衡各方的力量。
宪法的起草工作，从1887年6月4日起，在位于夏岛（现在的神奈川县横须贺市夏岛町）伊藤博文私人别墅进行。当时由于伊藤家面积狭小，起草者们借用了附近的饭馆作为办公地点。自从8月6日遭遇偷窃案件後，起草工作移至伊藤家进行。
因为与宪法的诞生有着不解之缘，1935年一块书写着“宪法起草之地”的石碑被立于那家饭馆附近。之后，石碑几经迁移，现在被安放在附近的洲崎广场。
此外，伊藤的别墅在关东大地震中被烧毁。在其原址立有“明治宪法起草地纪念碑”，供后人景仰。

## 与现行法律制度的关系
大日本帝国宪法，根据其大日本帝国宪法第73条规定的修改程序得到全面修改，成为了面貌一新的日本国宪法。日本国宪法于1946年11月3日公布，并自1947年5月3日起施行。
根据日本国宪法第98条1項，在大日本帝国宪法的前提下成立的法令，作为与新宪法相违背的内容，与大日本帝国宪法同时失效。然而另一种解释认为，只要没有违反新宪法的内容，那么旧有法令在日本国宪法施行后依然有效。作为继续有效的法令，原有法律仍然作为法律，阁令改为內閣府令，省令仍称之为省令。作为敕令，其中带有法律事项的部分被判定失效，但其他内容作为政令对待。而物价统制令等所谓的波茨坦敕令则作为法律或政令处理。

### 引用
1. ↑  https://scups.ppo.scu.edu.tw/upload/f202205310949073939s1.pdf （页面存档备份，存于） 戰後日本天皇論的起點：丸山真男與津田左右吉的天皇戰爭責任論
2. ↑  . 芋傳媒 TaroNews. 2019-08-15  [2025-01-10]. （原始内容存档于2024-04-09） （中文（臺灣））.
3. ↑  . Rti 中央廣播電臺.   [2025-01-10]. （原始内容存档于2024-04-09） （中文（臺灣））.
4. ↑  （日語）自由民权运动中的重要人物小传 （页面存档备份，存于）
5. ↑  . www.archives.go.jp.   [2025-01-10]. （原始内容存档于2023-06-07）.
6. ↑  （日語）关于“天皇机关说事件”的介绍 （页面存档备份，存于）
7. ↑  . www.ndl.go.jp.   [2025-01-10]. （原始内容存档于2025-01-22） （日语）.
8. ↑  （日語）关于内阁官制的相关介绍 （页面存档备份，存于）